# الدوري الفرنسي لكرة السلة الدرجة الأولى 1984-1985
الدوري الفرنسي لكرة السلة الدرجة الأولى 1984-1985 (بالفرنسية: Championnat de France de basket-ball 1984-1985)‏ هو الموسم 63 من الدوري الفرنسي لكرة السلة الدرجة الأولى. كان عدد الأندية المشاركة فيه 14، وفاز فيه ليموج سي إس بي. 